# Liste der Baudenkmäler in Geroldshausen
Auf dieser Seite sind die Baudenkmäler in der unterfränkischen Gemeinde Geroldshausen zusammengestellt. Diese Tabelle ist eine Teilliste der Liste der Baudenkmäler in Bayern. Grundlage ist die Bayerische Denkmalliste, die auf Basis des Bayerischen Denkmalschutzgesetzes vom 1. Oktober 1973 erstmals erstellt wurde und seither durch das Bayerische Landesamt für Denkmalpflege geführt wird. Die folgenden Angaben ersetzen nicht die rechtsverbindliche Auskunft der Denkmalschutzbehörde.

## Baudenkmäler nach Gemeindeteilen

### Geroldshausen
| Lage                                                   | Objekt                                                                         | Beschreibung | Akten-Nr.             | Bild           |
| ------------------------------------------------------ | ------------------------------------------------------------------------------ | --- | --------------------- | -------------- |
| Hauptstraße 7 (Standort)                               | Wohnhaus                                                                       | Zweigeschossiger, traufständiger Bruchsteinbau mit breiter Tordurchfahrt, Mansarddach mit Schopf, Mitte 19. Jahrhundert | D-6-79-137-2 Wikidata | weitere Bilder |
| Hauptstraße 15 (Standort)                              | Bauernhof                                                                      | Wohnhaus, zweigeschossiger, giebelständiger Bruchsteinbau mit Schopfwalm, bezeichnet „1842“ | D-6-79-137-3 Wikidata | weitere Bilder |
| Hauptstraße 15 (Standort)                              | Bauernhof                                                                      | Stallgebäude, eingeschossiger Satteldachbau, Bruchstein und Ziegel | D-6-79-137-3 Wikidata | BW             |
| Hauptstraße 15 (Standort)                              | Bauernhof                                                                      | Stadel, Mansarddachbau, gleichzeitig | D-6-79-137-3 Wikidata | weitere Bilder |
| Hauptstraße 15 (Standort)                              | Bauernhof                                                                      | Stallstadel, Bruchsteinbau mit Satteldach, gleichzeitig | D-6-79-137-3 Wikidata | weitere Bilder |
| Hauptstraße 26 (Standort)                              | Bauernhaus                                                                     | Zweigeschossiger, giebelständiger Krüppelwalmdachbau, verputzt, bezeichnet „1838“ | D-6-79-137-4 Wikidata | weitere Bilder |
| Hauptstraße 26 (Standort)                              | Torpfeiler                                                                     | | D-6-79-137-4 Wikidata | weitere Bilder |
| Kirchgasse 2 (Standort)                                | Evangelisch-lutherische Filialkirche                                           | Satteldachbau mit Spitzhelmturm, 1590, moderner Sakristeianbau, mit Ausstattung | D-6-79-137-1 Wikidata | weitere Bilder |
| Kirchheimer Straße 25 ()                               | Ehemaliges Verwalterhaus und ehemalige Zehntscheune des Bürgerspitals Würzburg | heute Wohnhäuser, nach 1802 bis 1817 errichtet; Verwalterhaus eingeschossiger massiver und teilunterkellerter Satteldachbau, wohl im Kern Mitte 18. Jh. nach Plänen Balthasar Neumanns, teilentkernt und modernisiert; Zehntscheune, nach Brand 1839–41 erneuert und aufgestockt, zweigeschossiger massiver teilunterkellerter Satteldachbau, im Obergeschoss mit breiten Stichbogenfenstern und Sandsteinrahmen, teilentkernt und für Wohnnutzung teilerneuert; Einfriedungsmauer, 19. Jh. | D-6-79-137-21         |                |
| Zwischen Ziegelwende und Kirchheimer Straße (Standort) | Kriegerdenkmal für die Gefallenen von 1914/18                                  | In Giebelnische Darstellung eines schlafenden Löwen, um 1920 | D-6-79-137-5 Wikidata | weitere Bilder |

### Moos
| Lage | Objekt                                      | Beschreibung                                                                                          | Akten-Nr.              | Bild           |
| --- | ------------------------------------------- | --- | ---------------------- | -------------- |
| Frühlingstraße 4 (Standort)                                                                                               | Bildstock                                   | Gelber Sandstein, Pfeiler und Aufsatz mit Kreuzigung und Krone, um 1800                               | D-6-79-137-8 Wikidata  | weitere Bilder |
| Hofäckerstraße, am Feldweg (Standort)                                                                                     | Bildstock                                   | Gelber Sandstein, Pfeiler und Aufsatz mit Kreuzigung und Krone, bezeichnet „1800“                     | D-6-79-137-9 Wikidata  | weitere Bilder |
| Mordäcker, Würzburger Straße, am Ortseingang rechts an der Straße nach Geroldshausen (Standort)                           | Bildstock                                   | Sandstein, Rundpfeiler und Aufsatz mit Rundbogennische und Kreuz, bezeichnet „1619“                   | D-6-79-137-15 Wikidata | weitere Bilder |
| Nähe Staatsstraße 511, Staatsstraße 511, Stöckach, Sulzdorfer Weg, am Ortseingang an der Straße nach Kirchheim (Standort) | Bildstock                                   | Sandstein, Rundpfeiler und Aufsatz mit Rundbogennische und Kreuz, bezeichnet „1619“                   | D-6-79-137-16          | BW             |
| Nikolausstraße 5 (Standort)                                                                                               | Zweigeschossiges Bauernhaus mit Krüppelwalm | Obergeschoss Fachwerk, 18. Jahrhundert                                                                | D-6-79-137-10 Wikidata | weitere Bilder |
| Nikolausstraße (Standort)                                                                                                 | Sandsteinstatue                             | Maria mit dem Jesuskind, bezeichnet „1749“                                                            | D-6-79-137-10 Wikidata | weitere Bilder |
| Nikolausstraße 8 (Standort)                                                                                               | Ehemaliger Hof von Kloster Oberzell         | Zweigeschossiger Zweiflügelbau mit Mansardwalmdach und barocken Gliederungen, bezeichnet „1764“       | D-6-79-137-11 Wikidata | weitere Bilder |
| Nikolausstraße 9 a (Standort)                                                                                             | Pietà                                       | Gelber Sandstein, auf hohem Sockel, bezeichnet „1868“                                                 | D-6-79-137-13 Wikidata | weitere Bilder |
| Nikolausstraße 11 (Standort)                                                                                              | Bildstock                                   | Sandstein, Pfeiler und Aufsatz mit Geburt Christi und Krönung Mariä, bezeichnet „1793“                | D-6-79-137-12 Wikidata | BW             |
| Nikolausstraße 22 (Standort)                                                                                              | Katholische Filialkirche St. Nikolaus       | Untergeschosse des Turmes romanisch, Erhöhung mit Spitzhelm um 1600, Langhaus Neubau, mit Ausstattung | D-6-79-137-6 Wikidata  | weitere Bilder |
| Würzburger Straße 2 (Standort)                                                                                            | Friedhofskreuz                              | Gelber Sandstein, lebensgroß, zweite Hälfte 19. Jahrhundert                                           | D-6-79-137-7 Wikidata  | weitere Bilder |
| Würzburger Straße 3 (Standort)                                                                                            | Bildstock                                   | Gelber Sandstein, Pietà auf gebauchter Säule, Ende 18. Jahrhundert                                    | D-6-79-137-14 Wikidata | weitere Bilder |